# 摩鹿加鹃鵙
摩鹿加鹃鵙（学名：Coracina atriceps）是山椒鸟科鸦鹃鵙属的一种。为印度尼西亚的特有种。其自然栖息地为亚热带或热带的湿润低地森林。